# Weißbart-Helmkolibri
Der Weißbart-Helmkolibri (Oxypogon lindenii; Syn. Ornysmia lindenii, Oxypogon guerinii lindenii) ist eine Vogelart aus der Familie der Kolibris (Trochilidae). Die Art ist endemisch in Venezuela. Der Bestand wird von der IUCN als „nicht gefährdet“ (least concern) eingeschätzt. Die Art gilt als monotypisch.

## Merkmale
Der Weißbart-Helmkolibri erreicht bei einem Körpergewicht von lediglich ca. 4,8 g eine Körperlänge von etwa 11,5 cm. Er hat einen kurzen, ca. 1,3 cm langen Schnabel. Das Männchen hat eine bronzegrüne Oberseite, die leicht grau geschuppt ist. Dabei hat er einen langen, spitzen und manchmal leicht gegabelten schwarzen Kamm. Der zottelige schwarz-weiße Bart enthält schimmernde apfelgrüne Streifen. Die Kopfseiten sind schwärzlich, der breite weite Nackenkragen zieht sich bis zur Brust. Der Rest der Unterseite wirkt schmutzig grau mit grünen Pailletten. Beim vergleichsweise lange und leicht gegabelten Schwanz sind die mittleren Steuerfedern olivgrün, die restlichen dunkel. Die Unterschwanzdecken sind intensiv kastanienbraun mit weißen Schäften und engen weißen Rändern über ca. zwei Drittel der Steuerfedern. Das Weibchen ähnelt dem Männchen, wirkt aber stumpfer und hat keinen Kamm und Bart. Die stumpf-weiße Unterseite ist dicht grünlich braun gefleckt. Jungtiere sind vermutlich sehr ähnlich wie das Weibchen.

## Fortpflanzung
Die Brutsaison des Weißbart-Helmkolibri ist sehr abhängig von der Blütezeit der Espeletia, also normalerweise im Zeitraum von Juni bis November. Das große Nest wird aus Fasern der Espeletia gebaut. Meist findet man es an Flussufern, in kleinen Höhlen in der Nähe von Wasserfällen, unter Felsen oder überhängenden Pflanzen oder in Felsspalten in der Nähe von fließendem Wasser, geschützt vor Sonnenlicht und Regen. Gelegentlich wird das Nest über mehrere Jahre genutzt, neu gebaute Nester meist über das des alten Nestes errichtet. Manchmal befinden sich mehrere Nester in unmittelbarer Nähe. Dabei kommt es zu keinem Territorialverhalten unter Weibchen. Ein Gelege besteht aus zwei weißen Eiern, die im Verhältnis zur Körpergröße des Weibchens relativ groß sind. Diese legt das Weibchen in einem Abstand von drei bis vier Tagen. Die Bebrütung dauert 21 bis 23 Tage und erfolgt durch das Weibchen. Die nackten Küken sind leicht dunkel rosa mit zwei Reihen weißen Flaums am Rücken. Die Entwicklung der Nestlinge dauert für Kolibris mit 35 bis 38 Tagen relativ lange. Nachdem die Nestlinge flügge sind, kehren die Jungtiere für einige Nächte zurück zum Nest.

## Lautäußerungen
Der Gesang des Weißbart-Helmkolibris wird als wiederholte hohe, leicht brummende, einzelne Töne, die sich wie tsi oder pik anhören, beschrieben. Der Ton hat eine Frequenz von 5 kHz und dauert ca. 0,12 Sekunden mit einer Wiederholungsrate von einem Ton alle vier Sekunden. In der Regel dauert dieses mehrere Minuten, wobei er dabei oben auf einem kleinen Strauch sitzt. Er singt auch in der Regenzeit.

## Verhalten und Ernährung
Den Weißbart-Helmkolibri sieht man oft an den Blüten von Espeletia schultzii. Dort ist er selbst an alten, trockenen Pflanzen unterwegs, die meist voll mit Insektenlarven sind. Andere Nektarquellen sind Castilleja fissifolia, Draba lindenii, Echeveria venzuelensis und Siphocampylus planchonis. Er klammert sich an Blüten und schwirrt eher nicht vor diesen. Dabei nutzt er seinen Schwanz ähnlich wie das Spechte tun. Oft jagt er am Boden verstreute Gliederfüßer, hauptsächlich Zweiflügler, Hautflügler und Spinnentiere. Er fängt diese durch schwebende Sprünge oder er fliegt von einer Sitzposition bzw. vom Boden aus, oft tief über fließendem Wasser.

## Verbreitung und Lebensraum

Verbreitungsgebiet (grün) des Weißbart-Helmkolibris

Der Weißbart-Helmkolibri ist in den Anden im Nordwesten Venezuelas in den Bundesstaaten Mérida und Trujillo beheimatet. Er mag feuchten Páramo mit Espeletia-Vegetation. Gelegentlich ist er an den Rändern von Polylepis-Wäldern anzutreffen. Die Weibchen kommen häufig in Schluchten vor, während die Männchen eher auf offene Hänge beschränkt zu sein scheinen. Er bewegt sich meist in Höhenlagen von 3600 bis 4500 Metern, doch gibt es einen Bericht aus dem Januar, also nach der Brutzeit, in dem er in 2800 Metern Höhe gesichtet wurde.

## Migration
Der Weißbart-Helmkolibri ist ganzjährig in Páramo-Vegetation anzutreffen, wobei ein großer Teil der Population in Venezuela während der Trockenzeit im Januar/Februar in niedrigere Lagen an den Rändern der Polylepis-Wälder oder in buschigere Páramo-Gebiete abzuwandern scheint. Nur wenige Exemplare bleiben dann in der Páramo Umgebung zurück.

## Etymologie und Forschungsgeschichte

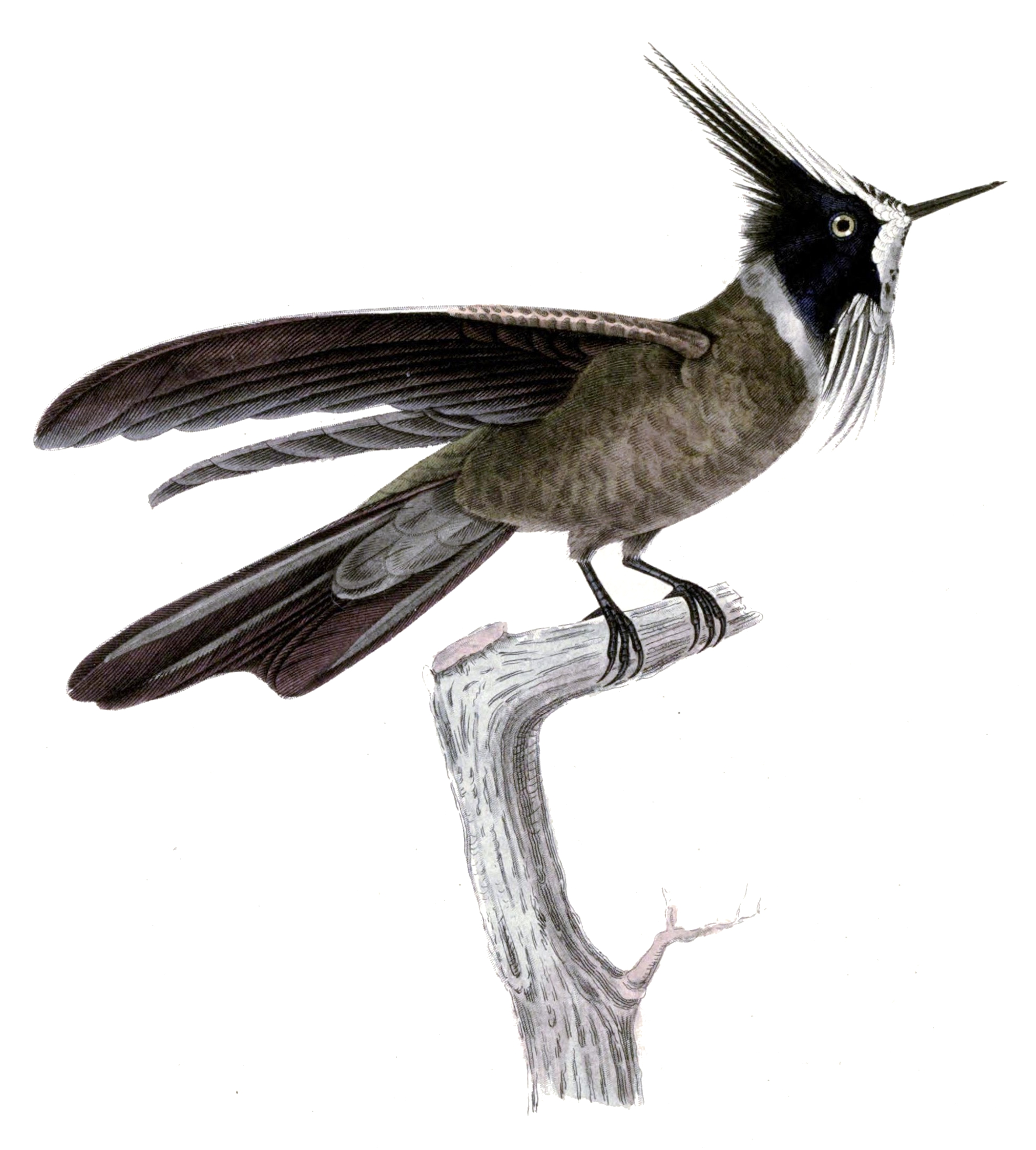
Tafel Weißbart-Helmkolibri die Parzudaki 1849 publizierte und von Narcisse Claude Julien Rémond (1799–1863) gedruckt wurde.

Die Erstbeschreibung des Weißbart-Helmkolibris erfolgte 1845 durch Charles Parzudaki unter dem Namen Ornysmia Lindenii. Das Typusexemplar stammte aus Mérida und wurde von Jean Jules Linden (1817–1898) gesammelt. 1849 lieferte er eine noch exaktere Beschreibung mit einer Tafel. 1848 führte John Gould die neue Gattung Oxypogon ein. Dieser Begriff leitet sich von den altgriechischen Wörtern ὀξύς oxýs für „scharf, spitz“ und πώγων pṓgōn für „Bart“ ab. Der Artname »lindenii« ist seinem Sammler gewidmet.
Lange wurde der Weißbart-Helmkolibri als Unterart des Grünbart-Helmkolibris (Oxypogon guerinii) betrachtet. Untersuchungen von Nigel James Collar und Paul Salaman aus dem Jahre 2013 führten schließlich zur Abspaltung in eine eigene Art.